# Hugo Armando (tenista)
Hugo Armando (n. 27 de mayo de 1978 en Miami, Florida) es un jugador de tenis estadounidense. En su carrera conquistó 1 título ATP en dobles y 5 challengers en singles. Es hijo de argentinos y vivió en la ciudad de Mendoza entre los 3 y los 11 años, donde aprendió a jugar al tenis. Por eso, a diferencia de sus compatriotas, juega mejor en pistas lentas que en duras.

## Títulos (1; 0+1)

### Dobles (1)
| Leyenda                |
| Grand Slam (0)         |
| Tennis Masters Cup (0) |
| ATP Masters Series (0) |
| ATP Tour (1)           |

| N.º | Fecha                | Torneo       | Superficie | Pareja         | Oponentes en la final       | Resultado       |
| --- | -------------------- | ------------ | ---------- | -------------- | --------------------------- | --------------- |
| 1.  | 4 de febrero de 2007 | Delray Beach | Dura       | Xavier Malisse | James Auckland Stephen Huss | 6-3 6-7(4) 10-5 |

- Datos: Q3107560